# Straszny sen Dzidziusia Górkiewicza
Straszny sen Dzidziusia Górkiewicza – polski film komediowy z 1993 roku w reżyserii Kazimierza Kutza. Zdjęcia kręcono w Konstancinie-Jeziornie.
Obraz przedstawia dalsze dzieje głównego bohatera noweli „Scherzo alla polacca” z filmu Eroica (1958) Andrzeja Munka. Górkiewicza ponownie zagrał Edward Dziewoński. Oba filmy powstały na podstawie scenariuszy Jerzego Stefana Stawińskiego.

## Opis fabuły
Dzidziuś Górkiewicz po przejściu na emeryturę zamieszkuje razem z wnuczką w podwarszawskim miasteczku. Po latach robienia interesów, nie zawsze do końca legalnych, wiedzie spokojne życie. Szybko zdobywa zaufanie i szacunek mieszkańców. Postrzegany jako osoba spoza układów, odważnych poglądów, kryształowo czysty. Grupa miejskich biznesmenów chce, by Górkiewicz kandydował na burmistrza. On sam nie jest do końca przekonany. I wtedy śni mu się posiedzenie obrad Rady Gminy, na którym przedstawia swój program. Radni jednak bardziej interesują się jego przeszłością niż programem.

## Obsada
- Edward Dziewoński – Zdzisław „Dzidziuś” Górkiewicz
- Katarzyna Skrzynecka – Ewa Górkiewicz, wnuczka „Dzidziusia”
- Stanisława Celińska – radna od oświaty
- Janusz Gajos – radny Niezgoda, ojciec Bartosza
- Jan Peszek – hrabia Jaromir
- Marek Kondrat – radny Prażucha
- Zbigniew Zamachowski – inżynier Werter
- Agnieszka Pilaszewska – sekretarka burmistrza
- Leon Niemczyk – Istvan Holya
- Barbara Połomska – Zosia, była żona „Dzidziusia”
- Artur Barciś – radny Stryjek
- Barbara Horawianka – gosposia „Dzidziusia”
- Leonard Pietraszak – radny Jaskółko
- Zofia Czerwińska – Lola – Zosia „Jagódka”
- Anna Radwan – Madzia, wnuczka Loli
- Szymon Kuśmider – Bartosz Niezgoda
- Władysław Kowalski – Felek-Wyjadek, kapitan SB
- Jerzy Łazewski – policjant
- Paweł Kleszcz – policjant
- Krzysztof Banaszyk – chłopak na dyskotece
- Roman Gancarczyk – dziennikarz radia Podlesie